# Plaça de l'Ajuntament
La Plaça de l'Ajuntament è la piazza più importante e centrale di Valencia.
In precedenza la piazza ha avuto diversi nomi: durante la Seconda Repubblica prese il nome di Plaza Emilio Castelar, quando fu intitolata al quarto presidente della Prima Repubblica spagnola; Plaza del Caudillo durante il franchismo, quando venne intitolata al dittatore Francisco Franco; Plaza del País Valenciano durante la Transizione e fino al 1987. Inoltre è allo studio una proposta del Consiglio Valenciano della Cultura che vorrebbe intitolarla a Giacomo I, il fondatore del Regno di Valencia.